# Anthony Washington
Anthony Washington (* 16. Januar 1966 in Glasgow, Montana) ist ein ehemaliger US-amerikanischer Diskuswerfer.
Washington gewann 1991 den Diskuswurf bei den Panamerikanischen Spielen. Im Jahr darauf wurde er bei den Olympischen Spielen in Barcelona Zwölfter, und bei den Weltmeisterschaften 1993 in Stuttgart belegte er den elften Platz.
Am 22. Mai 1996 warf er in Salinas mit 71,14 m seine persönliche Bestleistung. Bei den Olympischen Spielen in Atlanta gewann der deutsche Lars Riedel mit 69,40 m im fünften Versuch hochüberlegen. Nach dem ersten Versuch hatte Anthony Washington mit 65,42 m geführt, konnte sich aber nicht weiter steigern und wurde außer von Riedel auch von den beiden Weißrussen Wladimir Dubrowschtschik und Wassil Kapzjuch übertroffen. Washington wurde Vierter vor Virgilijus Alekna und Jürgen Schult. 
1999 gewann Anthony Washington nach 1991, 1993 und 1996 seinen vierten US-Meistertitel. Nach 1991 gewann er zum zweiten Mal bei den PanAmerican Games. Bei den Weltmeisterschaften 1999 in Sevilla führte nach dem fünften Durchgang Jürgen Schult mit 68,18 m vor Lars Riedel und Virgilijus Alekna. Im letzten Durchgang gelang Washington ein Wurf von 69,08 m und er wurde überraschend Weltmeister.
Bei den Olympischen Spielen 2000 in Sydney wurde Anthony Washington noch einmal Zwölfter.
Nach seinem Abschluss an der Syracuse University arbeitete Anthony Washington schon während seiner sportlichen Laufbahn als Grafiker. Bei einer Körpergröße vom 1,86 Meter betrug sein Wettkampfgewicht 109 kg. Auch sein Sohn Turner Washington (* 1999) ist als Leichtathlet aktiv.